# Локомотиви БДЖ 171-178
Това са първите локомотиви в БДЖ система „Compound“ (Компаунд). Цилиндрите са разположени външно на рамата, като цилиндърът за високо налягане е отдясно, а този за ниско – от ляво. Локомотивите са триосни, с водеща втора сцепна колоос. Локомотивът е без спирачка. Ръчна има само тендерът, действаща върху всички колооси. Самият той е триосен.
След 1936 г. получават серия 16.00. След бракуването на последните представители на тази серия през 1951 г., номерът и е даден на последните новозакупени парни локомотиви за БДЖ - серия 16.00.
| Експлоатационен номер | Експлоатационен номер | Експлоатационен номер | Име      | Vulcan Фабр. №/година | Бележки                                                       |
| доставен              | от 1908 г.            | от 1936 г.            | Име      | Vulcan Фабр. №/година | Бележки                                                       |
| --------------------- | --------------------- | --------------------- | -------- | --------------------- | ------------------------------------------------------------- |
| 28                    | 171                   | -                     | Охрид    | 1553/1896             | Бракуван 1931 г.                                              |
| 29                    | 172                   | 16.01                 | Преслав  | 1554/1896             | Бракуван 1951 г.                                              |
| 30                    | 173                   | 16.02                 | Битоля   | 1555/1896             | Бракуван 1938 г.                                              |
| 31                    | 174                   | -                     | Плиска   | 1556/1896             | Бракуван 1931 г.                                              |
| 32                    | 175                   | 16.03                 | Русе     | 1619/1897             | Бракуван 1951 г.                                              |
| 33                    | 176                   | -                     | Варна    | 1620/1897             | Останал през 1915/18 в Турция Върнат 1933 г. Бракуван 1934 г. |
| 34                    | 177                   | 16.04                 | Солун    | 1621/1897             | Бракуван 1950 г.                                              |
| 35                    | 178                   | -                     | Дедеагач | 1622/1897             | Бракуван 1935 г.                                              |